# Soodla (Anija)
Soodla is een plaats in de Estlandse gemeente Anija, provincie Harjumaa. De plaats heeft de status van dorp (Estisch: küla).
Op het grondgebied van Soodla komt de rivier Soodla uit op de rivier Jägala

## Bevolking
Het dorp had 87 inwoners op 31 december 2011 en 77 inwoners op 31 december 2021.